# 傑納斯島
傑納斯島（英語：Janus Island）是南極洲的島嶼，處於利奇菲爾德島以南0.8公里，屬於帕默群島的一部分，是亞瑟港入口處西部，長0.32公里，現時由南極條約體系管理。